# Pasuquin
Pasuquin  (Bayan ng  Pasuquin) es un municipio filipino de tercera categoría perteneciente a  la provincia de Ilocos Norte, el segundo en extensión,  en la Región Administrativa de Ilocos, también denominada Región I.

## Geografía
Tiene una extensión superficial de 210.54 km² y según el censo del 2007, contaba con una población de 26.307 habitantes y 5.187 hogares; 27.952 habitantes el día primero de mayo de 2010

## Barangays
Pasuquin se divide, a los efectos administrativos, en 33 barangayes o barrios, todos de  carácter rural, excepto los dos correspondientes a la Población, que son urbanos.
| - Batuli, San Isidro de - Binsang - Nalvo (Cababaan/Nalvo) - Caruan (Tulnagan) - Carusikis - Carusipan - Dadaeman - Darupidip | - Davila - Dilanis - Dilavo - Estancia - Naglicuan - Nagsanga - Ngabangab - Pangil - Población 1 | - Población 2 - Población 3 - Población 4 - Pragata (Pragata-Bungro) - Puyupuyan - Sulongan - Salpad (Salpad-Calumbuyan) | - San Juan - Santa Catalina - Santa Matilde - Sapat - Sulbec - Surong - Susugaen (Cababaan-Surgui) - Tabungao - Tadao |

## Economía
Agricultura y  pesca. Los principales cultivos son el arroz, para  consumo doméstico, y el ajo que se exporta a Taiwán.

## Semana Santa
La ciudad costera de Pasuquin celebra su Semana Santa con mucha religiosidad y solemnidad. La celebración comienza el Domingo de Ramos y termina el Domingo de Pascua.
Hay un total de 3 procesiones  en la iglesia parroquial católica de Santiago el Mayor. El Martes Santo se celebra la conocida como Estación general, el Viernes Santo el Santo Entierro, cuando se cante el Stabat Mater. El Domingo de Pascua procesiona el Encuentro (Sabet en Ilocano). Las imágenes procesionales están entronizados en sus respectivos carrozas con arreglos florales y complejos accesorios de iluminación.